# Absa Bank

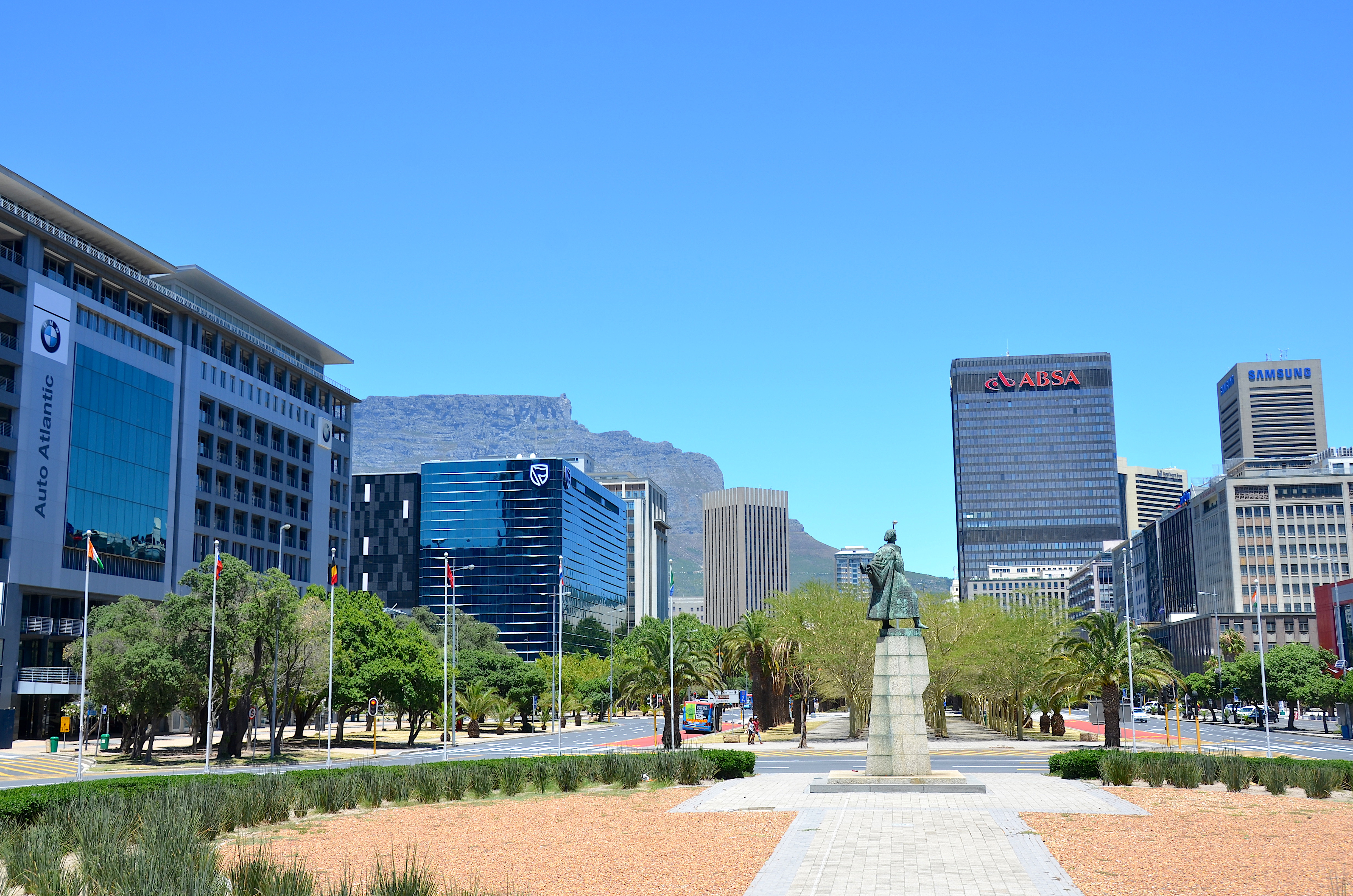
ABSA Centre und Tafelberg, Kapstadt (2017)

Die Absa Bank Limited als vollständige Tochter der Absa Group ist die größte Geschäftsbank in Südafrika.

## Auslandsgeschäft
Am 2. Mai 2008 hat die Absa unter dem Namen Absa Bank Namibia als erste ausländische Bank die Zulassung der Bank of Namibia bekommen. Aufgrund der weltweiten Wirtschaftskrise wurde die Geschäftsaufnahme jedoch immer wieder verschoben. Am 10. November 2009 hat die erste Geschäftsstelle in Windhoek eröffnet. Diese arbeitet zunächst ausschließlich für Großkunden; der Aufbau eines Filialnetzes und die Ausweitung der Dienstleistungen auf Privatkunden ist langfristig geplant, wurde aber von der Bank of Namibia Anfang Juli 2010 abgelehnt.